# Slunečnice roční
Slunečnice roční (Helianthus annuus) je jednoletá rostlina z čeledi hvězdnicovité, původní v Americe. Její květenství je velký úbor, dosahuje v průměru až 30 cm. Stonek slunečnice roční může být až 3 metry vysoký.

## Popis

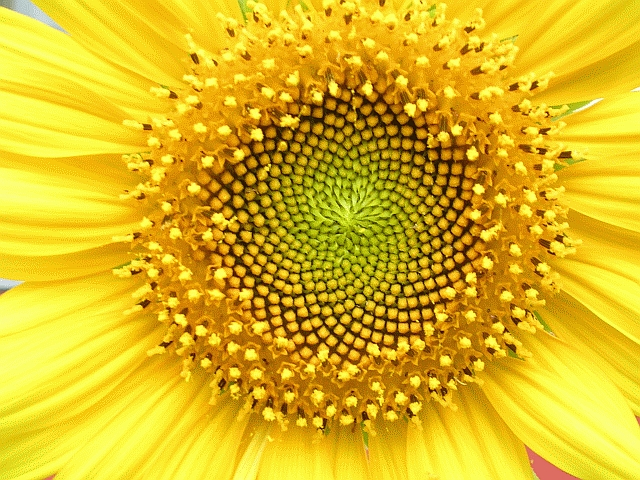
Slunečnice s 34 spirálami v jednom směru a 55 ve druhém

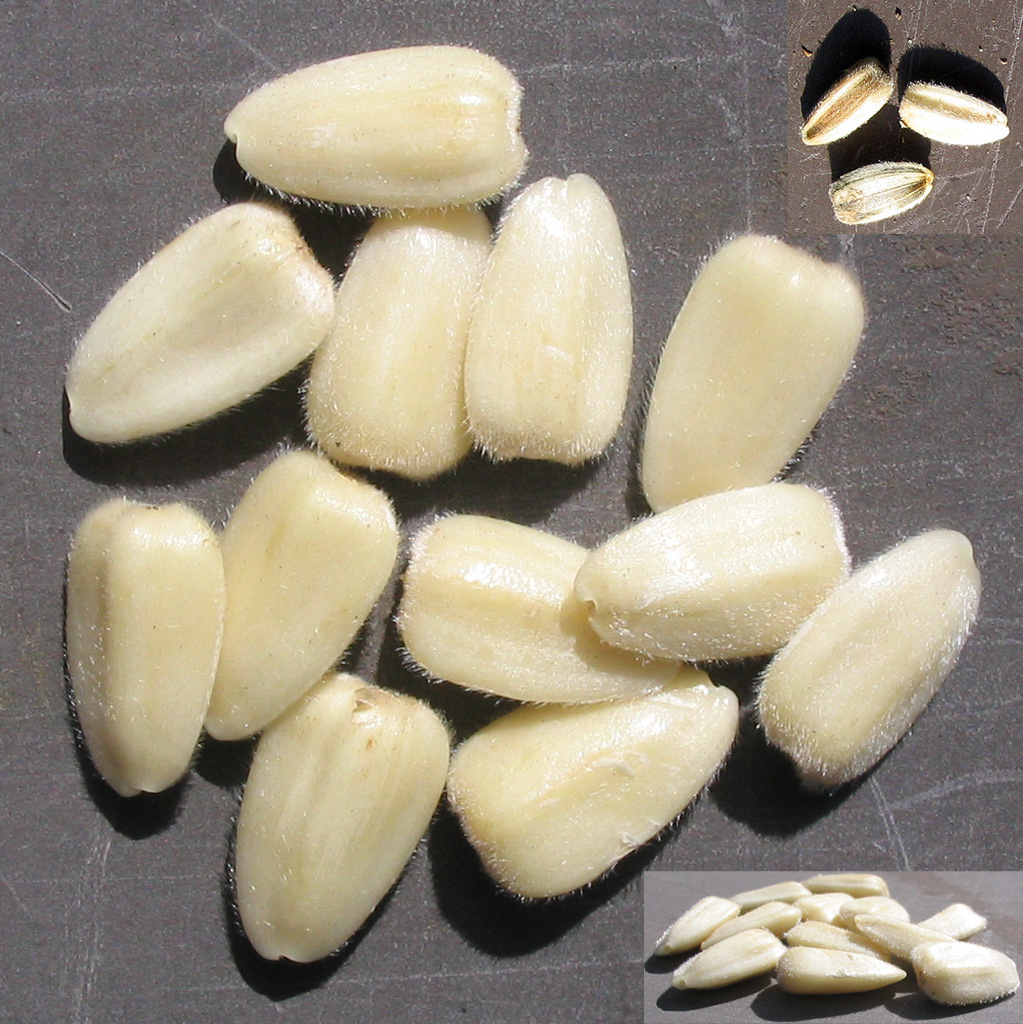
Plody slunečnice obsahují po jednom semeni

To, co se někdy nazývá květ, je ve skutečnosti velké květenství složené z více květů, nahloučeným vedle sebe. Květy jsou dvojího druhu: výrazné jazykovité květy, umístěné na kružnici na okrajové části úboru, bývají žluté, ale někdy až oranžové či do hněda. Tyto květy jsou však pouze sterilní a slouží k přilákání hmyzího opylovače. Druhé, trubkovité květy, jsou ve vnitřní části úboru.
Trubkovité květy uzrávají v plody, běžně zvané slunečnicová semínka. Ve skutečnosti se však nejedná o semena v pravém slova smyslu, ta jsou uzavřena pouze uvnitř v tvrdém nepoživatelném pouzdru.
Trubkovité květy jsou uspořádané v květenství spirálovitě a každý kvítek je k dalšímu orientovaný přibližně ve zlatém úhlu (~137°). Přitom vzniká vzorek tvořený levotočivými a pravotočivými spirálami, kde počet levých a pravých spirál jsou po sobě jdoucí Fibonacciho čísla. Většinou mívá 34 spirál v jednom směru a 55 ve druhém.

## Otáčení za sluncem
Otáčení za sluncem, čili heliotropismus, je známý jev, který se o slunečnici traduje. Ve skutečnosti se vyskytuje pouze u poupat, nerozvinutých květenství. Při východu Slunce se všechny slunečnice v této životní fázi natáčí na východ a postupně „putují“ po obloze na západ. V noci se opět vrací na východní pozici.
Pohyb způsobují motorické buňky ve stonku pod květenstvím, v části stonku nazývané pulvinus. Když se květenství začnou otevírat, stonek postupně stářím ztuhne. Většinou pak orientace zůstává ve východní pozici.
Ke slunci se dokonce určitým způsobem natáčí i listy.[zdroj?]

## Pěstování

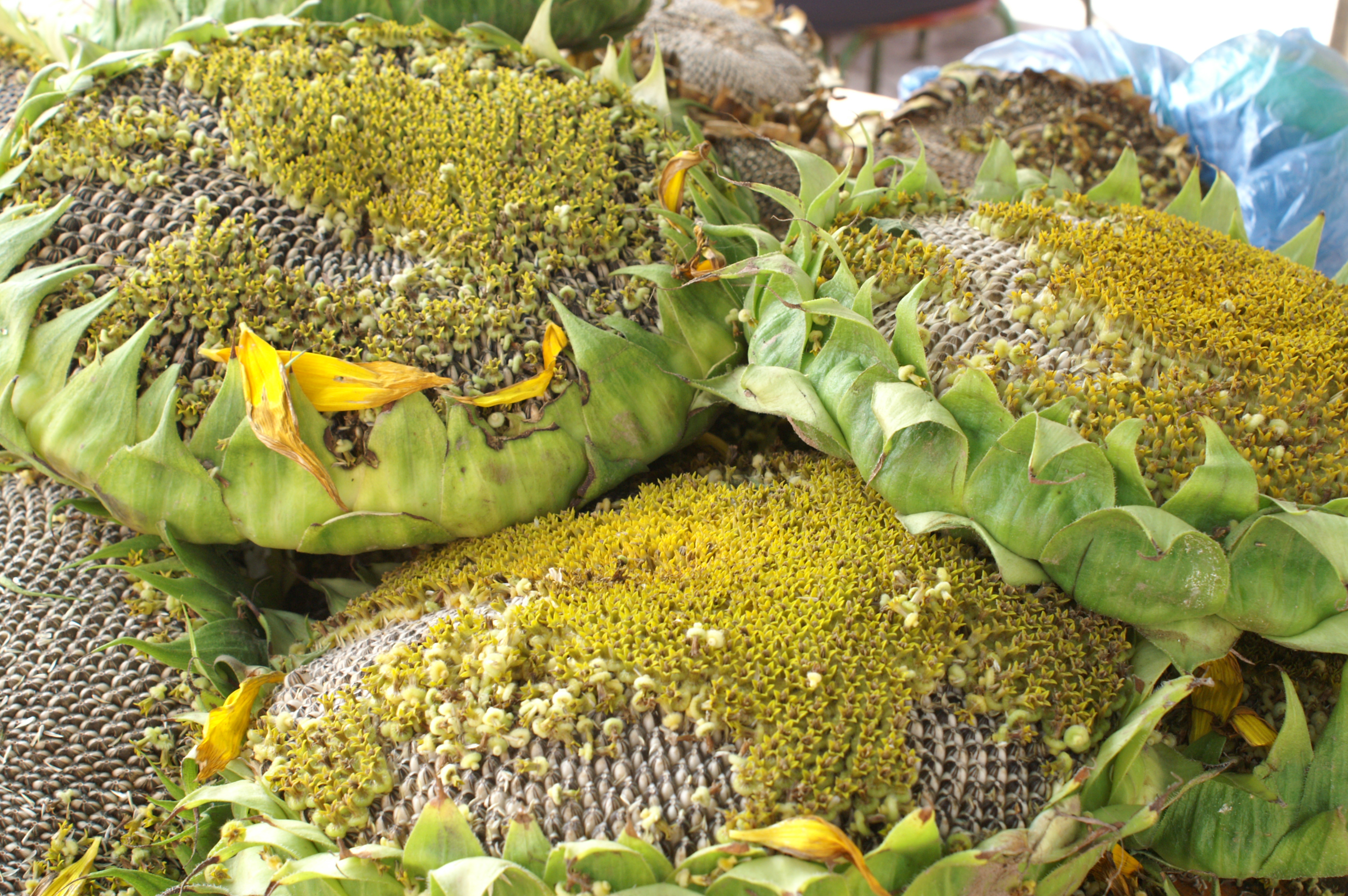
Plodenství slunečnic

Slunečnice pochází z Ameriky. Vedou se spory o tom, kde byly poprvé pěstovány a domestikovány. První známý příklad plně domestikované slunečnice roční byl nalezen v Hayes[nepřesný odkaz], Tennessee, a datuje se do let 2300 př. n. l. Inkové používali slunečnice jako vypodobení svého boha slunce. Až do 16. století to však byla nevelká, drobnokvětá rostlina, která se nelišila od jiných amerických hvězdnicovitých. Semena byla dovezena do Evropy v 16. století. Zde se v 18. století (např. v Rusku) velmi rozšířily a jsou pěstovány dodnes. Velkokvěté slunečnice vznikly později, při pěstování a to z výběru rostlin, u nichž došlo k tzv. svazčitosti. Zvětšila se tak nejen výška a celková statnost rostliny, ale i úbor, který nezřídka dosahuje v průměru až 40 cm.
Slunečnicová semínka se prodávají ke přímé konzumaci nebo se pečou na plotně. Někdy se z nich vyrábí i alternativa k arašídovému máslu. Také se jimi často přikrmují ptáci. Slunečnicový olej se používá při vaření a na výrobu bionafty. Zbytek po získání oleje se používá ke krmení dobytka. Slunečnice také produkují latex a zkoumá se jejich vhodnost pro výrobu hypoalergenní gumy.